# اولیویا هولت
اولیویا هولت (انگلیسی: Olivia Holt؛ زاده ۵ اوت ۱۹۹۷) یک هنرپیشه و خواننده اهل ایالات متحده آمریکا است. وی از سال ۲۰۰۹ میلادی تاکنون مشغول فعالیت بوده‌است.
از فیلم‌ها و سریال‌های تلویزیونی معروف او می‌توان به بازی در سریال کاراته کاها kickin it و i didn't do it، متفاوت مثل من و شنل و خنجر (مجموعه تلویزیونی) اشاره کرد.

## آهنگ‌ها
- fearlees
- Nothing gonna stop me
- Had me @ hello
- Evrybody knows
- (Cary on (disney bears 2014
- Winter wonderland
- The boots are made for walking
- Snow flakes
- Time of our lives
- Party on a weekday
- Paradis
- Generous
- love-U-again
- آلبوم Olivia:
- Phoenix
- History
- In the dark
- What you love
- Thin air